# Krimska tatarščina
Krimska tatarščina (Qırımtatarca, Qırımtatar tili, Къырымтатарджа, Къырымтатар тили, rusko крымскотатарский язык, krymskotatarskij jazyk), poimenovana tudi krimska turščina ali enostavno krimščina,  je jezik iz turške poddružine altajskih jezikov, ki ga govorijo zlasti na Krimskem polotoku in osrednji Aziji (predvsem v Uzbekistanu). Iz krimske tatarščine so se razvile krimčakščina, karaitščina in urumščina, jezik Krimskih Grkov. 

## Fonologija
Črke a, b, d, e, f, g, h, i, k, l, m, n, o, p, r, s, t, u, v, z imajo približno isto izgovorjavo kot v slovenščini.
- с – dž
- ç – č
- ğ – kot pridihnjen g v španščini (npr. fuego) ali γ (gama) v moderni grščini
- ı – kot u brez zaokroževanja ustnic
- j – ž
- ñ – nosni n
- ö – kot v nemščini ali kot v francoščini coeur
- q – uvularni k kot v arabščini suq
- ş – š
- ü – kot v nemščini ali francoski u
- y – j

### Latinica
Â â se ne šteje za ločeno črko.
| Mednarodna fonetična abeceda | Mednarodna fonetična abeceda | Mednarodna fonetična abeceda | Mednarodna fonetična abeceda | Mednarodna fonetična abeceda | Mednarodna fonetična abeceda | Mednarodna fonetična abeceda | Mednarodna fonetična abeceda | Mednarodna fonetična abeceda | Mednarodna fonetična abeceda | Mednarodna fonetična abeceda | Mednarodna fonetična abeceda | Mednarodna fonetična abeceda | Mednarodna fonetična abeceda | Mednarodna fonetična abeceda | Mednarodna fonetična abeceda | Mednarodna fonetična abeceda | Mednarodna fonetična abeceda | Mednarodna fonetična abeceda | Mednarodna fonetična abeceda | Mednarodna fonetična abeceda | Mednarodna fonetična abeceda | Mednarodna fonetična abeceda | Mednarodna fonetična abeceda | Mednarodna fonetična abeceda | Mednarodna fonetična abeceda | Mednarodna fonetična abeceda | Mednarodna fonetična abeceda | Mednarodna fonetična abeceda | Mednarodna fonetična abeceda | Mednarodna fonetična abeceda |
| ---------------------------- | ---------------------------- | ---------------------------- | ---------------------------- | ---------------------------- | ---------------------------- | ---------------------------- | ---------------------------- | ---------------------------- | ---------------------------- | ---------------------------- | ---------------------------- | ---------------------------- | ---------------------------- | ---------------------------- | ---------------------------- | ---------------------------- | ---------------------------- | ---------------------------- | ---------------------------- | ---------------------------- | ---------------------------- | ---------------------------- | ---------------------------- | ---------------------------- | ---------------------------- | ---------------------------- | ---------------------------- | ---------------------------- | ---------------------------- | ---------------------------- |
| a                            | b                            | c                            | ç                            | d                            | e                            | f                            | g                            | ğ                            | h                            | ı                            | i                            | j                            | k                            | l                            | m                            | n                            | ñ                            | o                            | ö                            | p                            | q                            | r                            | s                            | ş                            | t                            | u                            | ü                            | v                            | y                            | z                            |
| [a]                          | [b]                          | [dʒ]                         | [tʃ]                         | [d]                          | [e]                          | [f]                          | [ɡ]                          | [ɣ]                          | [x]                          | [ɯ]                          | [i], [ɪ]                     | [ʒ]                          | [k]                          | [l]                          | [m]                          | [n]                          | [ŋ]                          | [o]                          | [ø]                          | [p]                          | [q]                          | [r]                          | [s]                          | [ʃ]                          | [t]                          | [u]                          | [y]                          | [v], [w]                     | [j]                          | [z]                          |

### Cirilica
| Mednarodna fonetična abeceda | Mednarodna fonetična abeceda | Mednarodna fonetična abeceda | Mednarodna fonetična abeceda | Mednarodna fonetična abeceda | Mednarodna fonetična abeceda | Mednarodna fonetična abeceda | Mednarodna fonetična abeceda | Mednarodna fonetična abeceda | Mednarodna fonetična abeceda | Mednarodna fonetična abeceda | Mednarodna fonetična abeceda | Mednarodna fonetična abeceda | Mednarodna fonetična abeceda | Mednarodna fonetična abeceda | Mednarodna fonetična abeceda | Mednarodna fonetična abeceda | Mednarodna fonetična abeceda | Mednarodna fonetična abeceda |
| ---------------------------- | ---------------------------- | ---------------------------- | ---------------------------- | ---------------------------- | ---------------------------- | ---------------------------- | ---------------------------- | ---------------------------- | ---------------------------- | ---------------------------- | ---------------------------- | ---------------------------- | ---------------------------- | ---------------------------- | ---------------------------- | ---------------------------- | ---------------------------- | ---------------------------- |
| а                            | б                            | в                            | г                            | гъ                           | д                            | е                            | ё                            | ж                            | з                            | и                            | й                            | к                            | къ                           | л                            | м                            | н                            | нъ                           | о                            |
| [a]                          | [b]                          | [v], [w]                     | [ɡ]                          | [ɣ]                          | [d]                          | [ɛ], [jɛ]                    | [ø], [jø], [jo], [ʲo]        | [ʒ]                          | [z]                          | [i],[ɪ]                      | [j]                          | [k]                          | [q]                          | [l], [ɫ]                     | [m]                          | [n]                          | [ŋ]                          | [o], [ø]                     |
| п                            | р                            | с                            | т                            | у                            | ф                            | х                            | ц                            | ч                            | дж                           | ш                            | щ                            | ъ                            | ы                            | ь                            | э                            | ю                            | я                            |                              |
| [p]                          | [r]                          | [s]                          | [t]                          | [u], [y]                     | [f]                          | [x]                          | [ts]                         | [tʃ]                         | [dʒ]                         | [ʃ]                          | [ʃtʃ]                        | [(.j)]                       | [ɯ]                          | [ʲ]                          | [ɛ]                          | [y], [jy], [ju], [ʲu]        | [ʲa], [ja]                   |                              |

гъ, къ, нъ in дж so ločene in samostojne črke (dvočrkja).

## Način pisanja

### Latinica
| A a | B b | C c | Ç ç | D d | E e | F f | G g |
| Ğ ğ | H h | I ı | İ i | J j | K k | L l | M m |
| N n | Ñ ñ | O o | Ö ö | P p | Q q | R r | S s |
| Ş ş | T t | U u | Ü ü | V v | Y y | Z z |     |

### Cirilica
| А а | Б б   | В в | Г г | Гъ гъ | Д д   | Дж дж | Е е | Ё ё |
| Ж ж | З з   | И и | Й й | К к   | Къ къ | Л л   | М м |     |
| Н н | Нъ нъ | О о | П п | Р р   | С с   | Т т   | У у |     |
| Ф ф | Х х   | Ц ц | Ч ч | Ш ш   | Щ щ   | Ъ ъ   |     |     |
| Ы ы | Ь ь   | Э э | Ю ю | Я я   |       |       |     |     |